# Provincia de Karagandá
Karagandá (en kazajo: Қарағанды облысы) es una de las diecisiete provincias que, junto con las tres ciudades independientes, conforman la República de Kazajistán. Su capital es la homónima Karagandá y está ubicada en el centro del país.

## Geografía
La provincia es árida y plana, son frecuentes los llanos con colinas ocasionales y las corrientes estacionales. El lago más importante de Karagandá es el lago Baljash que se encuentra al suroeste y lo comparte con otras provincias, sus ríos son el río Ishim, afluente del río Irtysh, que nace en esta provincia. Además en ella se encuentra el parque nacional de Karkaraly, que cubre un total de 90 300 ha.
Su superficie era de 428 000 km², por lo que fue la provincia más extensa hasta el 17 de marzo de 2022, cuando la parte occidental de su territorio se escindió para formar la provincia de Ulytau, por lo que sus límites actuales son al norte con la provincia de Kostanay, provincia de Akmola y provincia de Pavlodar, al este con la provincia de Abai, al sureste con la provincia de Jetisu y provincia de Almatý, al sur con provincia de Jambyl y al oeste con la nueva provincia de Ulytau.

## Población
Con 1 340 000 habs. en 2009, es la cuarta más poblada, por detrás de Kazajistán Meridional, Almatý y Kazajistán Oriental.

## Historia
La provincia fue lugar de una explotación intensa del carbón durante la era de la Unión Soviética, y se cree que en ella también se localizaban varios gulágs. Después de la Segunda Guerra Mundial, Iósif Stalin hizo deportar a muchos alemanes a esta zona.

## División administrativa

División política y límites de la Reg. Karagandá.

La provincia ahora se divide en nueve distritos y las ciudades y pueblos de importancia de Karagandá, Baljash, Jezkazgan, Karazhal, Saran, Shakhtinsk y Temirtau. Los distritos son:
- Distrito de Abay, con centro administrativo en la localidad de Abay;
- Distrito de Aktogay, con centro administrativo en el selo de Aktogay;
- Distrito de Zhyrau, con centro administrativo en el asentamiento de Botakara;
- Distrito de Karkaraly, con centro administrativo en la ciudad de Karkaraly;
- Distrito de Nura, con centro administrativo en el asentamiento de Kiyevka;
- Distrito de Osakarov, con centro administrativo en el asentamiento de Osakarovka;
- Distrito de Shet, con centro administrativo en el selo de Aksu-Ayuly;
- Distrito de Ulytau, con centro administrativo en el selo de Ulytau;
- Distrito de Zhanaarka, con centro administrativo en el asentamiento de Atasu.